# Железнодорожные происшествия в России 2014 года
Список крушений, терактов и известных аварий, произошедших на железных дорогах Российской Федерации в 2014 году.

## Список
- 2 февраля — сход с рельсов 6 вагонов грузового поезда на станции Бумкомбинат в Кировской области.
- 5 февраля — в 4:26 утра в Кировской области на станции Поздино участка Киров — Яр произошёл сход 32 вагонов с газовым конденсатом, из них 12 загорелись. Пострадавших нет[1]. 13 пассажирских поездов были задержаны и пущены в обход через Ижевск, Казань, Арзамас. По данным управления гражданской защиты населения, в результате пожара сгорели нежилой дом и хозяйственная постройка, обгорели 32 вагона с газовым конденсатом, около 40 частных гаражей, обрешетка крыши над железобетонным перекрытием здания склада ОАО «БКК», в 15 окнах производственного здания предприятия лопнули стекла и закоптились рамы. Причиной случившегося стало неудовлетворительное состояние пути[2].
- 7 февраля — сход трех цистерн грузового поезда на станции Каменск-Уральский, одна из них загорелась. Предварительная причина — неисправность стрелочного перевода.
- 11 февраля — в Сочи в результате схода селевого потока на 1919 километре перегона Лазаревская — Чемитоквадже с рельсов сошёл вагон электропоезда, движение было приостановлено на 3 часа.
- 12 февраля:
  - в 3:17 утра под Златоустом на перегоне Хребет — Уржумка сошли с рельсов 30 из 67 вагонов грузового поезда, из них перевернулись 25. Повреждено 400 м путей, пострадавших нет[3]. Причина — неудовлетворительное техническое состояние пути[4].
  - в 10:05 в Амурской области, на перегоне Горелый — Сковородино с рельсов сошли 3 вагона грузового поезда. Одновременно в него врезался встречный грузовой поезд, в котором сошли с рельсов локомотив и 4 вагона[5].
  - в 18:05 на подъездном пути Рязанского нефтеперерабатывающего завода из-за нарушения техники безопасности при производстве маневровых работ произошел уход с места стоянки 14 цистерн, которые, неконтролируемо двигаясь по железнодорожным путям, совершили столкновение со стоящими 4 цистернами, груженными метилтретбутиловым эфиром. В результате столкновения содержимое цистерн загорелось[6]. Площадь пожара составила 100 квадратных метров, полностью он был ликвидирован в 12:00 следующего дня.
- 13 февраля — в Алтайском крае на 148 километре перегона Безменово — Красный Боец мотриса СВ-1М столкнулась с легковым автомобилем «ВАЗ-2114», выехавшим на нерегулируемый железнодорожный переезд, в результате чего у мотрисы отказала тормозная система и она, продолжая движение, сошла с рельсов на сбрасывающей стрелке станции Красный Боец. Пострадали 20 человек.
- 17 февраля — на подъездном пути Рязанского нефтеперерабатывающего завода из-за ошибки составителя сошли с рельсов 2 порожние цистерны[7].
- 19 февраля — в 14:32 (8:32 по московскому времени) в Могочинском районе Забайкальского края сошли с рельсов пять вагонов с углем. Нарушен габарит пути, движение прервано, пострадавших нет[8].
- 20 февраля — в 6:45 (23:45 по московскому времени) на перегоне Находка-Боец Кузнецов сошли с рельсов двенадцать вагонов с углем. Пострадавших нет, движение было восстановлено спустя 10 часов после происшествия. По предварительным данным, причиной схода стал излом боковой рамы тележки вагона[9].
- 22 февраля — в 23:49 в Самарской области на станции Октябрьск укатился под уклон незакреплённый тормозными башмаками грузовой поезд № 3136, который на 972 километре перегона Октябрьск — Сызрань I врезался в стоявший товарный поезд № 2226. В результате столкновения произошёл сход 7 вагонов поезда № 3136, которые столкнулись со следовавшим по 1-му пути грузовым поездом № 1955. Всего в результате столкновений сошло 16 порожних вагонов (9 вагонов поезда № 3136, 7 вагонов поезда № 1995), 13 из них — цистерны, разбит локомотив. Пострадавших нет[10]. Ликвидация аварии заняла 12 часов, 9 пассажирских поездов пустили в объезд по линии Сызрань — Жигулёвское Море — Самара.
- 1 марта — в Еврейской автономной области, на перегоне Биракан — Теплое Озеро с рельсов сошли 17 вагонов грузового поезда. Причина — излом рельса.
- 2 марта — в 17:49 в Шатурском районе Московской области, на перегоне Черусти — Кривандино сошли с рельсов 18 вагонов грузового поезда, 1 цистерна загорелась. Движение было закрыто на 12 часов, пассажирские поезда пустили в объезд через Владимир. Предварительная причина — излом боковой рамы тележки вагон[11][12][13][14].
- 5 марта — в Хабаровском крае, на перегоне Кун — Гурское, с рельсов сошли 19 вагонов с углём. Причина — неудовлетворительное содержание железнодорожных путей.
- 27 марта:
  - в 18:33 происшествие на перегоне Пост 81 км — Наугольный Большого кольца МЖД в Московской области на железнодорожном переезде 34 км через Московское Большое Кольцо А108 (большую бетонку). Автофура выехала перед близко идущим электропоездом маршрута № 6767 Александров-1—Костино[15] и столкнулась с ним. Локомотивная бригада применила экстренное торможение, что позволило избежать тяжелых последствий. В электропоезде находились всего несколько пассажиров, они не пострадали. С рельсов сошли две тележки головного вагона[16]. Движение на данном участке в связи с нарушением габарита пути закрыто до 21:10, когда было открыто движение по одному пути, по второму открыто в 2:59[17].
  - в 12:59 по Москве на перегоне Ксеньевская-Кислый Ключ Могочинского региона Забайкальской железной дороги сошел с пути один вагон грузового поезда. Вагон нарушил габарит соседнего пути и столкнулся с локомотивом грузового поезда, следовавшего во встречном направлении. Пострадавших нет, нарушено расписание поездов Хабаровск-Москва и Москва-Благовещенск. К 20:06 по Москве движение было полностью восстановлено. Причиной аварии специалисты считают излом боковой рамы тележки вагона, произведенной «Кременчугским сталелитейным заводом».[18]
- 31 марта — в 05:15 по местному времени на перегоне Ясная-Разъезд Забайкальского края сошли с пути 3 грузовых вагона, повредив две опоры контактной сети. Движение на участке было остановлено, однако на расписании движения пассажирских поездов авария не сказалась.[19]
- 10 апреля — в 7:38 происшествие на 26 км перегона Егорьевск II — Ильинский Погост Большого кольца МЖД в Московской области. Водитель легкового автомобиля «Шкода» выехал на железнодорожный переезд перед приближающимся пригородным электропоездом № 6459 сообщением Куровская — Егорьевск II[20]. Машинист поезда применил экстренное торможение, но ввиду малого расстояния столкновения избежать не удалось. В результате ДТП водитель — молодая женщина — погибла. Пассажиры пригородного поезда за медицинской помощью не обращались. В пути следования задержан один пригородный поезд, следующий от Куровской до Егорьевска[21].
- 21 апреля — в Нижегородской области, на 20 км перегона Навашино — Выкса-Промышленная (однопутный неэлектрифицированный участок передаточно-вывозного движения на Выксунский металлургический завод, путь необщего пользования на балансе завода) произошёл пожар секции тепловоза 3ТЭ10У-070 грузового поезда, При ликвидации возгорания погиб помощник машиниста.
- 25 апреля — в Татарстане, на 197 км перегона Тихоново — Тойма автомашина марки ВАЗ-2113 выехала на железнодорожный переезд, где совершила столкновение с составом грузового поезда № 2601, вследствие чего произошел сход 20 цистерн[22].
- 20 мая — в 12:32[23][24] на перегоне Бекасово I — Нара Киевского направления МЖД в Наро-Фоминском районе Московской области сошли с рельсов 15 вагонов-платформ грузового поезда № 1484, следовавшего в сторону Бекасово I, после чего произошло столкновение со встречным пассажирским поездом № 341 Москва-Кишинев (формирование — железная дорога Молдовы). В результате столкновения с рельсов сошли 2 вагона пассажирского поезда, вагон № 9 был «вспорот» контейнером с вагона грузового поезда. 6 человек погибли, более 40 пострадали. Согласно выводам следственной комиссии, причиной трагедии стал «выброс пути» — искривление рельсово-шпальной решетки. В случаях выброса пути движение на участке должно закрываться, но в данном случае меры не были приняты. Следствие полагает, что ответственные лица приняли решение провести ремонт пути, но участников движения не уведомили и движение не останавливали[25].
- 27 мая — в Чечне, у станции Наурская с рельсов сошёл локомотив и ось первого вагона пассажирского поезда № 381 сообщением Грозный — Москва[26].
- 5 июня — в Свердловской области, на перегоне Решёты — Ревда из-за невнимательности локомотивной бригады во время движения по неправильному пути резервный двухсекционный локомотив допустил столкновение со стоящим впереди грузовым поездом; с рельсов сошли 2 вагона и 2 локомотива[27][28].
- 10 июня — в Сахалинской области, на переезде у станции Гастелло водитель автобуса «Hyundai Aero Town» выехал на железнодорожный переезд на запрещающий сигнал светофора и столкнулся с грузовым поездом. Погибли 5 пассажиров автобуса, среди которых ребенок; еще 12 человек с травмами различной степени тяжести были госпитализированы[29].
- 15 июля в 08.39 — в Московском метрополитене, из-за неисправности стрелочного перевода на перегоне между станциями «Парк Победы — Славянский Бульвар» сошел с рельсов электропоезд; погибло 24, пострадало 217 человек.
- 14 августа — в Краснодарском крае, на перегоне Ангелинская — Полтавская из-за выброса пути сошли с рельсов 3 вагона поезда № 595 Екатеринбург — Анапа. Пострадали 3 человека[30].
- 17 августа — в результате короткого замыкания в контактной сети около платформы Мамайка произошло обесточивание перегона Дагомыс — Сочи. Движение в штатном режиме было восстановлено только 20 августа в 02:51, до этого пассажирские поезда проходили повреждённый участок под тепловозной тягой с большими отставаниями от графика[31].
- 13 сентября — в Заиграевском районе Республики Бурятия на 40 км перегона «Тугнуй-Челутай» подъездных путей ОАО «Разрез Тугнуйский» при въезде на станцию Шабур произошло столкновение двух грузовых поездов. В результате столкновения с рельсов сошли тепловоз, 5 вагонов, груженых углем, и 10 порожних вагонов. Машинист сошедшего с рельсов тепловоза погиб, помощник ранен. Члены локомотивной бригады второго поезда не пострадали. Повреждено около 100 м пути. По предварительным данным, причиной столкновения стало то, что члены локомотивной бригады поезда, двигавшегося в сторону угольного разреза с порожними вагонами, не уступили путь встречному поезду с вагонами, гружеными углем[32].
- 26 сентября — в 4:28 на железнодорожном переезде станции Михнево Павелецкого направления Московской железной дороги столкнулись большегрузный грузовой автомобиль DAF и железнодорожный состав, состоящий из порожних пассажирских вагонов. В результате ДТП пострадал помощник машиниста. Произошёл сход локомотива, нарушена контактная сеть (сбита опора контактной сети). Движение поездов на участке Жилево—Барыбино было временно приостановлено. ОАО «ЦППК» совместно с «Мострансавто» организовала компенсационное автобусное сообщение между этими станциями. Для устранения последствий ДТП на место происшествия направлены восстановительные поезда станций Люблино, Бирюлево и Ожерелье. С 9:12 было организовано движение поездов на участке Барыбино — Жилево с опущенными токоприемниками по второму и третьему главным путям, в 11:30 восстановлено движение составов по первому главному пути.[33][34][35]
- 26 сентября — в 23:30 на неохраняемом железнодорожном переезде 327 км перегона Узловая I — Бобрик-Донской столкнулись грузовой автомобиль м рельсовый автобус РА-2. В результате ДТП пострадал машинист. Пассажиры поезда за медицинской помощью не обращались. Произошел сход одной колесной пары рельсового состава. Для ликвидации последствий ДТП привлекался восстановительный поезд ст. Узловая I. Движение поездов на участке было открыто в 3:44. Задержек пассажирских поездов не было.[36]
- 3 октября — в 23:43 на неохраняемом регулируемом железнодорожном переезде между станциями Детково и Усады-Окружные Большого кольца (БМО) Московской железной дороги столкнулись легковой автомобиль и грузовой поезд. В результате ДТП водитель автомобиля был госпитализирован в больницу. Локомотивная бригада не пострадала. Происшествие не повлияло на график движения поездов дальнего и пригородного сообщения.[37]
- 4 октября — в 04:10 на неохраняемом регулируемом переезде 5 км однопутного перегона Орёл II — Кузмичёвка Орловско-Курского региона МЖД автомобиль Хонда Аккорд столкнулся с тепловозом. Никто не пострадал. Тепловоз получил повреждения (погнут метельник) и самостоятельно продолжить движение не смог. Для оперативного устранения последствий столкновения на место выехала аварийная бригада локомотивного депо Орёл. В 05:45 локомотив был отправлен на станцию назначения. Задержек поездов не было.[38]
- 21 октября — в 03:32 неизвестный злоумышленник проник в кабину электропоезда серии ЭР2, находящегося на путях моторвагонного депо ТЧПРИГ-14 Лобня, привел состав в движение и скрылся. В результате произошло столкновение электросекции со стоящим на 10-м пути составом. Инцидент на движение поездов не повлиял, пострадавших нет. Повреждены два головных вагона электропоездов[39][40][41].
- 24 октября — в 15:34 в тупике станции Москва-Пассажирская-Киевская произошло возгорание в электропоезде ЭР2Т-7200, вагон № 12. В поезде никто не находился. Пострадавших нет. Место находилось вдалеке от пассажирских платформ, поэтому ситуация не создавала никакой угрозы пассажирам. На данной станции дислоцируется пожарный поезд, который был вызван к месту происшествия. До его прибытия железнодорожники принимали меры по самостоятельному устранению возгорания с помощью огнетушителей. В 15:58 к ликвидации приступил пожарный поезд. В 16:24 возгорание было устранено. По предварительной информации, возгорание произошло в результате занесения источника огня посторонними лицами. Ситуация не повлияла на график движения поездов Киевского направления МЖД[42][43][44].
- 25 октября — в 23:37 на железнодорожном переезде между станциями Кубинка-2 и Лукино Большого кольца МЖД водитель легкового автомобиля Volkswagen при исправно действующей переездной сигнализации выехал на неохраняемый железнодорожный переезд перед приближающимся грузовым поездом. Столкновения избежать не удалось. Допущен боковой удар в грузовой поезд. Пострадавших нет[45].
- 28 октября — в 7:25 локомотивная бригада пригородного электропоезда сообщением Новоиерусалимская — Серпухов заметила задымление на крыше предпоследнего вагона. Электричка была остановлена на станции Дедовск Рижского направления с высадкой пассажиров. Пострадавших нет. Для проведения мероприятий по ликвидации задымления на место были вызваны пожарные расчеты города. Кроме задымления имелся огонь. В 8:04 задымление было устранено. В 8:10 пригородный поезд продолжил маршрут. Задержаны несколько поездов в сторону Москвы[46].
- 3 ноября — в 18:33 по местному времени на перегоне Пионеры — Чехов (102 км) Сахалинского региона ДВЖД произошел сход с рельсов пассажирского поезда № 6109 сообщением 77 километр — Томари. На момент аварии в поезде находилось 45 пассажиров. Погиб один человек, пострадало 17. Для ликвидации катастрофы привлечено 175 человек и 19 единиц техники.
- 5 ноября — в 7:13 по местному времени в Свердловской области, на станции Сабик из-за нарушения при маневровой работе произошло боковое столкновение электровоза ВЛ11 и пассажирского поезда № 99 сообщением Владивосток — Москва. На момент аварии в поезде находилось 240 пассажиров, никто не пострадал. С рельсов сошли электровоз ЭП2К и 2 багажных вагона. Движение было прервано на 5 часов, 3 пассажирских поезда отправлены в объезд.
- 22 ноября — на нерегулируемом железнодорожном переезде на 9-м километре автодороги Канск-Тасеево нарушивший ПДД пригородный автобус столкнулся с грузовым поездом. Пострадали 12 человек, госпитализированных нет, четверым назначено амбулаторное лечение.
- 2 декабря — в Сковородинском районе Амурской области на перегоне Мадалан – Тахтамыгда из-за нарушений при ремонте пути сошли с рельсов 25 вагонов с углём.